# Anko
Anko (jap. 餡こ, 餡子 anko; także: an 餡) − japońska słodka pasta wytworzona z jadalnych nasion roślin strączkowych. Najczęściej z czerwonej fasoli adzuki (azuki, Vigna angularis), rzadziej z fasoli zwykłej (ingen, Phaseolus vulgaris) i cukru.

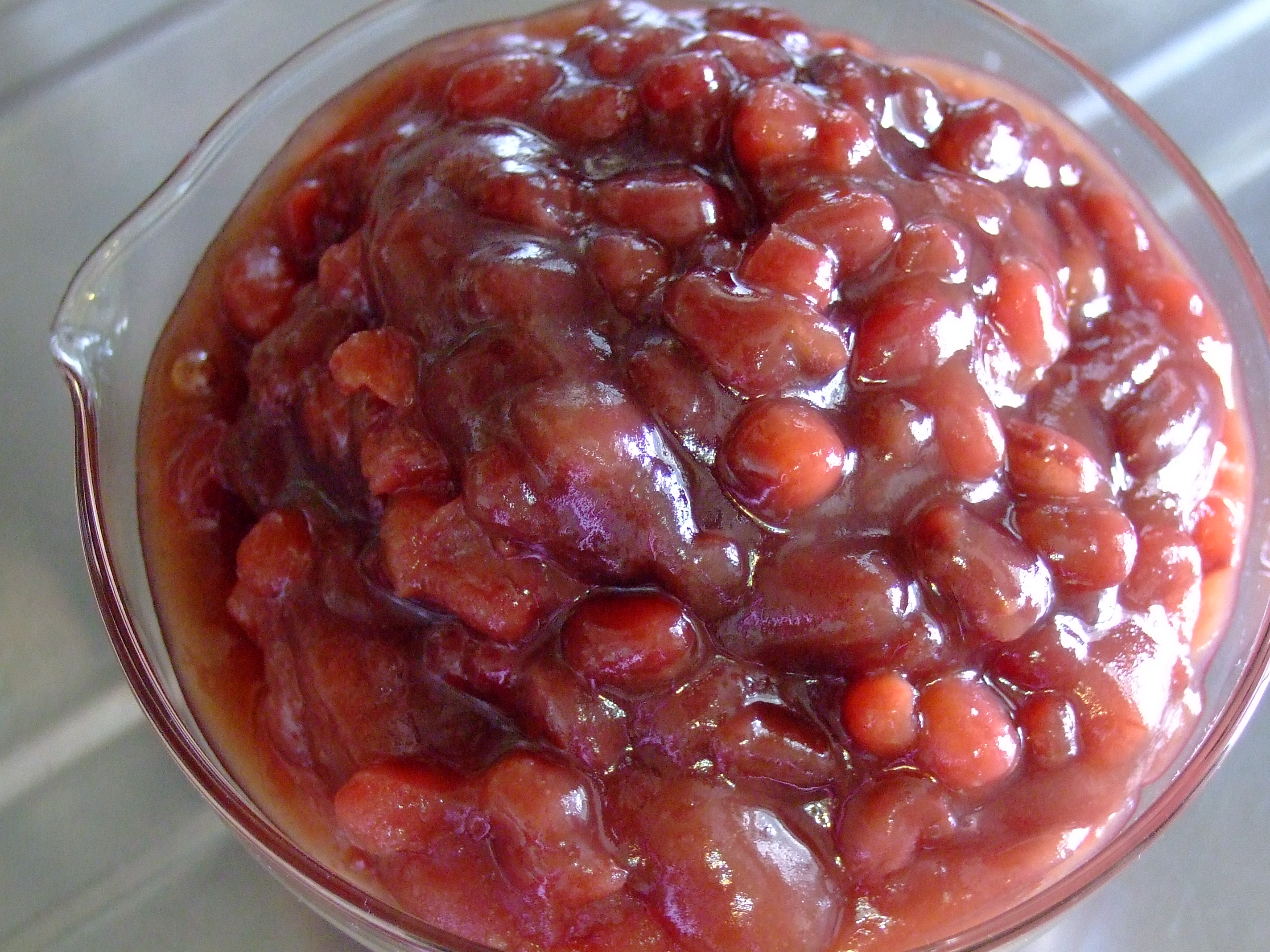
Anko gruboziarnista

Anko jest używana jako nadzienie lub część wielu japońskich (np. wagashi) i chińskich słodyczy.

## Historia
Początki przyrządzania anko sięgają okresu Heian (794–1185), kiedy z Chin przybywali podróżnicy (mnisi, kupcy) z przepisami na bułeczki gotowane na parze z mąki pszennej lub ryżowej mántou, po japońsku manjū. Były one i nadal są nadziewane mięsem i warzywami. Jednak pod wpływem zasad buddyzmu zmieniono nadzienie na gotowaną fasolę adzuki, aby stworzyć wersje bezmięsne.
Kucharze po raz pierwszy zaczęli słodzić pastę z fasoli w okresie Muromachi-Ashikaga (1333–1573). Dopiero jednak po tym, jak holenderscy kupcy zaczęli regularnie przywozić cukier do Japonii poprzez faktorię handlową na wyspie Dejima w okresie Edo (1603–1868), japońskie słodycze na bazie an, zwłaszcza te używane podczas ceremonii picia herbaty, rozpowszechniły się. 

## Rodzaje
Pastę fasolową można ogólnie podzielić na odmiany przesiane, drobnoziarniste, gładkie (koshi-an) i gruboziarniste (tsubu-an). Istnieją również rodzaje z dodatkiem środków aromatyzujących, jak: mielony sezam, yuzu i miso.
Anko jest wykorzystywane do sporządzania:
- dorayaki, popularnej przekąski po szkole (fani mangi i anime znają ten przysmak od Doraemona);
- taiyaki, ciastek w kształcie ryby (smakosze debatują, czy pierwszy kęs zacząć od głowy, czy od bardziej chrupiącego ogona);
- o-hagi (także bota-mochi), tradycyjnych słodyczy, spożywanych zwykle w okresach równonocy wiosennej i jesiennej, składanych także jako ofiara na grobach, w świątyniach buddyjskich i domach;
- daifuku, ciągnących się mochi z kleistego ryżu, nadziewanych pastą z fasoli;
- kintsuba, anko pokrytego cienką warstwą grillowanego ciasta (może być w kształcie gardy miecza, tsuba);
- monaka, lekkiego wafla ryżowego w wielu różnych kształtach i rozmiarach[6].

Pasta fasolowa jest wykorzystywana nie tylko jako nadzienie, ale stanowi również dodatek do wielu słodkich dań, jak m.in.: anko-dango, kruszonego lodu z sokiem kakigōri, owocowych deserów, anmitsu (mieszanka anko, gotowanej fasoli, kostek yōkan, kawałków owoców, syropu), shiruko (rodzaj deseru w postaci gęstej zupy przyrządzonej z gruboziarnistego anko i grillowanych ciastek mochi).

## Legendy
Poniższe mity i legendy świadczą, że fasola, znana w Japonii od pradziejów, jest jednym z najważniejszych produktów spożywczych.
Według mitologii japońskiej, przekazanej w najstarszych kronikach: Nihon-shoki i Kojiki, czerwona fasola powstała z nosa Ukemochi (inaczej: Ōgetsu-hime, Toyouke), bogini żywności w japońskiej religii shintō, po tym jak została ona zabita przez jednego z bogów: Tsukuyomi lub Susanoo.
Z fasolą azuki (także adzuki), tak powszechną w diecie japońskiej, wiążą się opowieści o duchach i straszydłach (yōkai). Najbardziej znane upiory to azuki-arai (azuki-togi) i azuki-babā. Żyją one w zalesionych regionach górskich, spędzając czas w pobliżu strumieni. Są rzekomo niskie i przysadziste, mają duże, okrągłe oczy i duże dłonie o trzech palcach. Żywią się fasolą.
Ich głównym zajęciem jest mycie czerwonej fasoli nad brzegiem rzeki. Śpiewają przy tym okropną piosenkę: „Czy mam umyć moją czerwoną fasolę, czy mam złapać człowieka do jedzenia”. Osoby, które znajdą się w pobliżu i usłyszą ich śpiew, zazwyczaj wpadają do rzeki. Plusk odstrasza yōkai, są bowiem nieśmiałe i unikają bezpośrednich kontaktów. Ze względu na ich nieuchwytność wypatrzenie azuki-arai podobno przynosi szczęście.
Mieszkańcy prefektury Miyagi opowiadają o bardziej złowrogim przedstawicielu rodziny azuki-yōkai. Północno-wschodnia odmiana straszydła przybiera postać przerażającej, starej wiedźmy ubranej na biało, śpiewającej ochrypłym, brzydkim głosem przy myciu i liczeniu fasoli. Azuki-babā (azukitogi-babā) pojawiają się tylko o zmierzchu, szczególnie w deszczowe lub mgliste jesienne noce. Ich pieśń jest podobna do pieśni azuki-arai, z wyjątkiem tego, że azuki-babā dąży do złapania i zjedzenia ludzi.

## Galeria

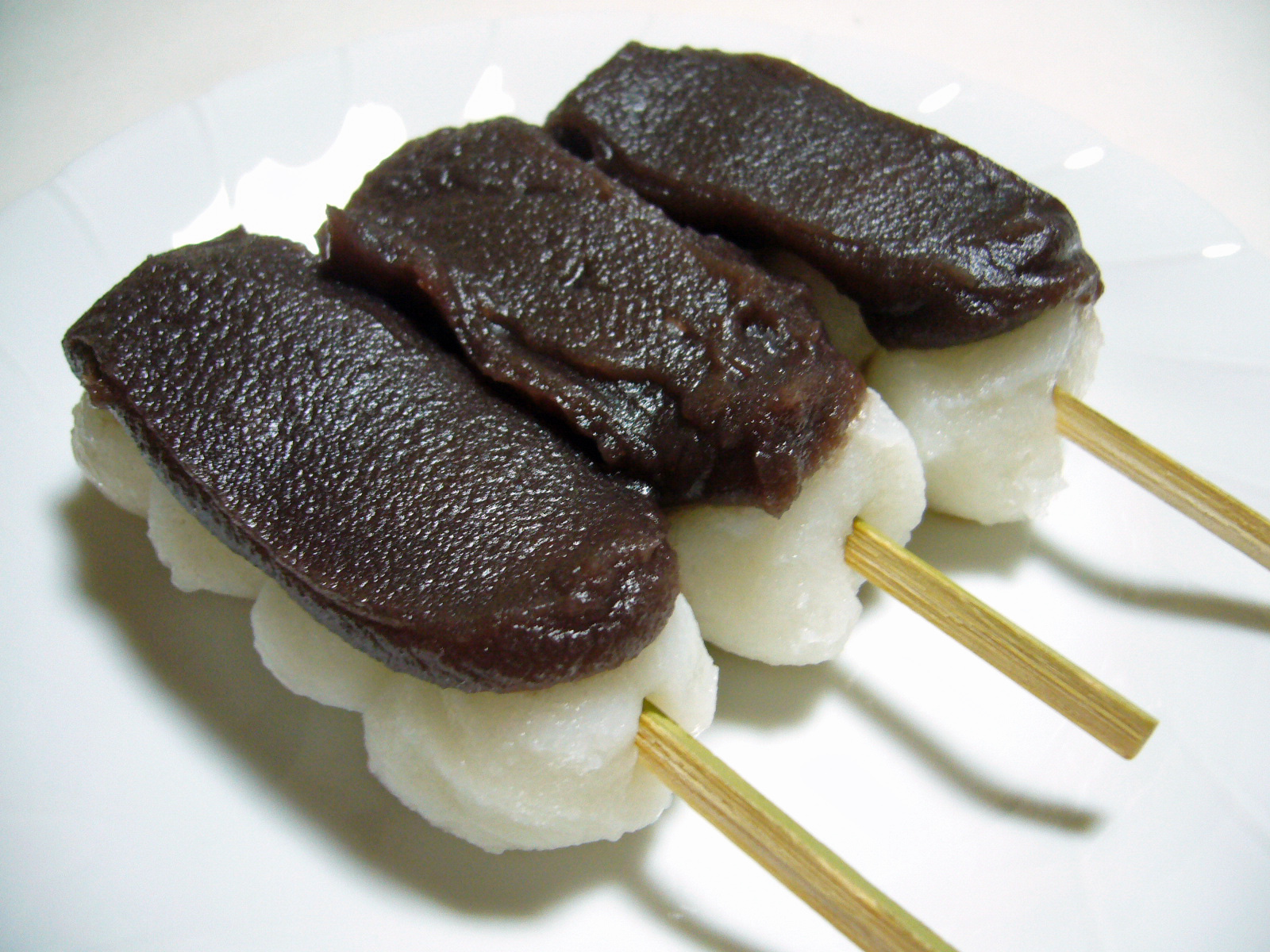
Anko-dango
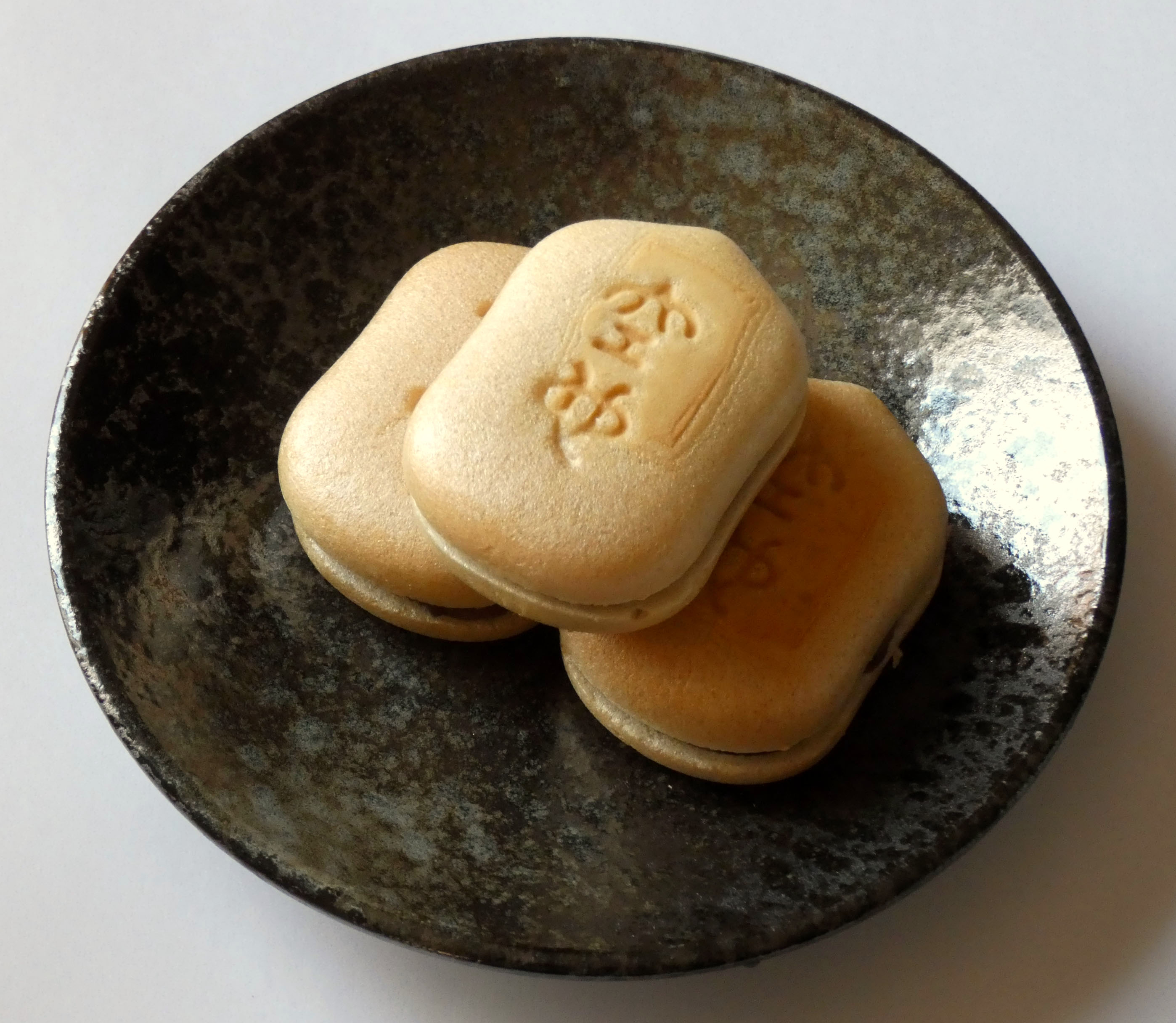
Kūya-monaka
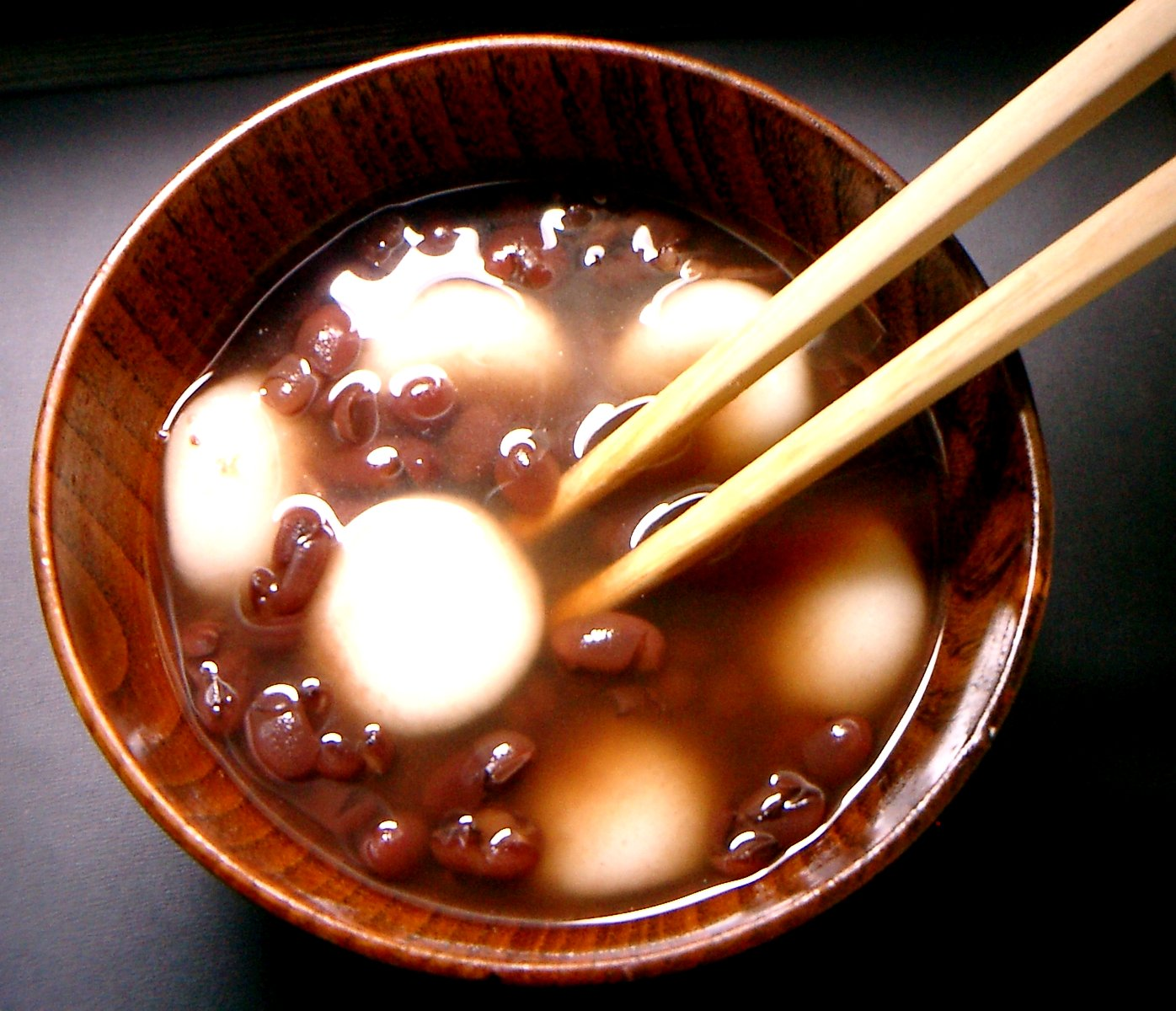
Shiruko
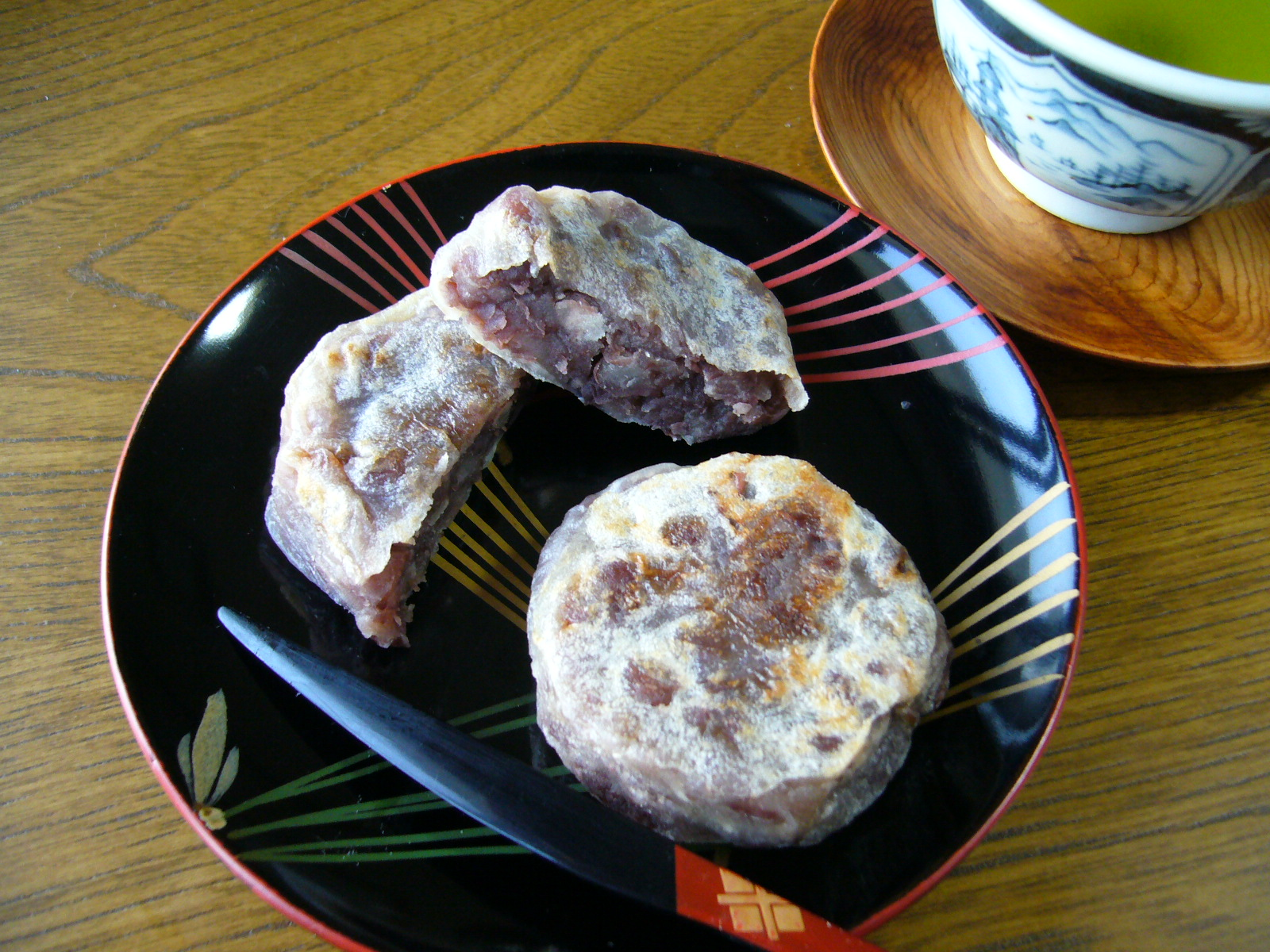
Kintsuba